# Cancioneiro Geral
Il Cancioneiro Geral, pubblicato inizialmente nel 1516, è una collezione di poemi raccolti da Garcia de Resende. La raccolta include opere dei secoli XV e XVI, scritte sia in castigliano che in portoghese, che trattano i più svariati temi. Il Cancioneiro fu la prima raccolta di componimenti poetici ad essere stampata in Portogallo ed è da considerarsi il più importante testo di poesia portoghese del periodo.
Il Cancioneiro segue l'impostazione di raccolte di poesie in castigliano compilate anteriormente, quali il Cancionero de Baena del 1445 ed il Cancionero general di Hernando del Castillo del 1511.
La raccolta dei componimenti poetici contenuti nel Cancioneiro fu opera di Garcia de Resende, cronista, poeta e cortigiano attivo presso la corte di Manuele I del Portogallo. I poemi presenti sono circa un migliaio, scritti da 286 autori diversi; circa 150 poemi sono scritti in castigliano, i rimanenti in portoghese.
Tra i tanti autori, sono presenti Luis Anriquez, Sá de Miranda, Bernardim Ribeiro e lo stesso Garcia de Resende.